# آدولف برودز
آدولف برودز فون برسلاو (انگلیسی: Adolf Brudes von Breslau؛ زادهٔ ۱۵ اکتبر ۱۸۹۹ در گروز کاتولین (وروتسواف کنونی در لهستان) – درگذشتهٔ ۵ نوامبر ۱۹۸۶ در برمن) نجیب‌زادهٔ آلمانی و رانندهٔ مسابقات اتومبیل‌رانی فرمول یک اهل آلمان بود. او شرکت در مسابقات موتورسواری را در سال ۱۹۱۹ آغاز کرد. او که صاحب یک نمایندگی فروش ب‌ام‌و و اتو یونیون در برسلاو بود، این فرصت را داشت که وارد مسابقات اتومبیل‌رانی شود، و در سال ۱۹۲۸ با شرکت در مسابقات تپه‌نوردی برای اولین بار وارد رقابت‌های اتومبیل‌رانی شد. او در یک گراند پری از مسابقات جهانی فرمول یک شرکت کرد، اما موفق به کسب هیچ امتیازی نشد.

## نتایج کامل در مسابقات جهانی فرمول یک
(کلید)
| سال  | شرکت‌کننده   | شاسی        | موتور      | ۱     | ۲   | ۳     | ۴      | ۵        | ۶        | ۷    | ۸       | قهرمانی رانندگان | امتیاز |
| ---- | ----------- | ----------- | ---------- | ----- | --- | ----- | ------ | -------- | -------- | ---- | ------- | ---------------- | ------ |
| ۱۹۵۲ | آدولف برودز | وریتاس آراس | ب‌ام‌و ۶-خطی | سوئیس | ۵۰۰ | بلژیک | فرانسه | بریتانیا | آلمان ب. | هلند | ایتالیا | ر.ن.             | ۰      |